# Kalavai
Kalavai är en ort i Indien.   Den ligger i distriktet Vellore och delstaten Tamil Nadu, i den södra delen av landet, 1 800 km söder om huvudstaden New Delhi. Kalavai ligger 132 meter över havet och antalet invånare är 10 057.
Terrängen runt Kalavai är platt. Runt Kalavai är det tätbefolkat, med 356 invånare per kvadratkilometer. Närmaste större samhälle är Cheyyar, 18,1 km sydost om Kalavai. Trakten runt Kalavai består till största delen av jordbruksmark.